# Agustín Zires
Agustín Zires fue un militar mexicano. Participó en la Batalla de Padierna durante la Primera intervención estadounidense en México y en la Batalla de Barrancaseca, al lado de Charles Ferdinand Latrille, el general Santiago Tapia, Leonardo Márquez, José Justo Álvarez y Miguel Negrete durante la Segunda Intervención Francesa en México.
En junio de 1866 fue desterrado por Maximiliano de Habsburgo por indicios de conspirar a favor del general Antonio López de Santa Anna, permaneciendo en Yucatán hasta enero de 1867, en que regresó a la capital por licencia de Maximiliano. 
El militar conservador  Francisco Pacheco, no pudo impedir que los liberales, sitiados en Guadalajara, incorporaran refuerzos procedentes de Mazatlán al mando de Agustín Zires, siendo 174 infantes, 60 caballos, 2 cañones y 600 fusiles.